# Tiergarten Stendal
Koordinaten: 52° 35′ 55″ N, 11° 50′ 46″ O
Der Tiergarten Stendal befindet sich in Stendaler Stadtteil Stadtsee.

## Daten
Der Stendaler Tiergarten wurde 1934 eröffnet und 1944 durch amerikanische Bomber zerstört. 1952 begann der Wiederaufbau. Er verfügt zurzeit über 460 Tiere in 75 Arten. Die Größe der gesamten Anlage beträgt etwa sechs Hektar. Das erste Bärengehege aus dem Jahr 1957 wurde durch ein neues Bärengehege in den Jahren 2020/21 ersetzt. 

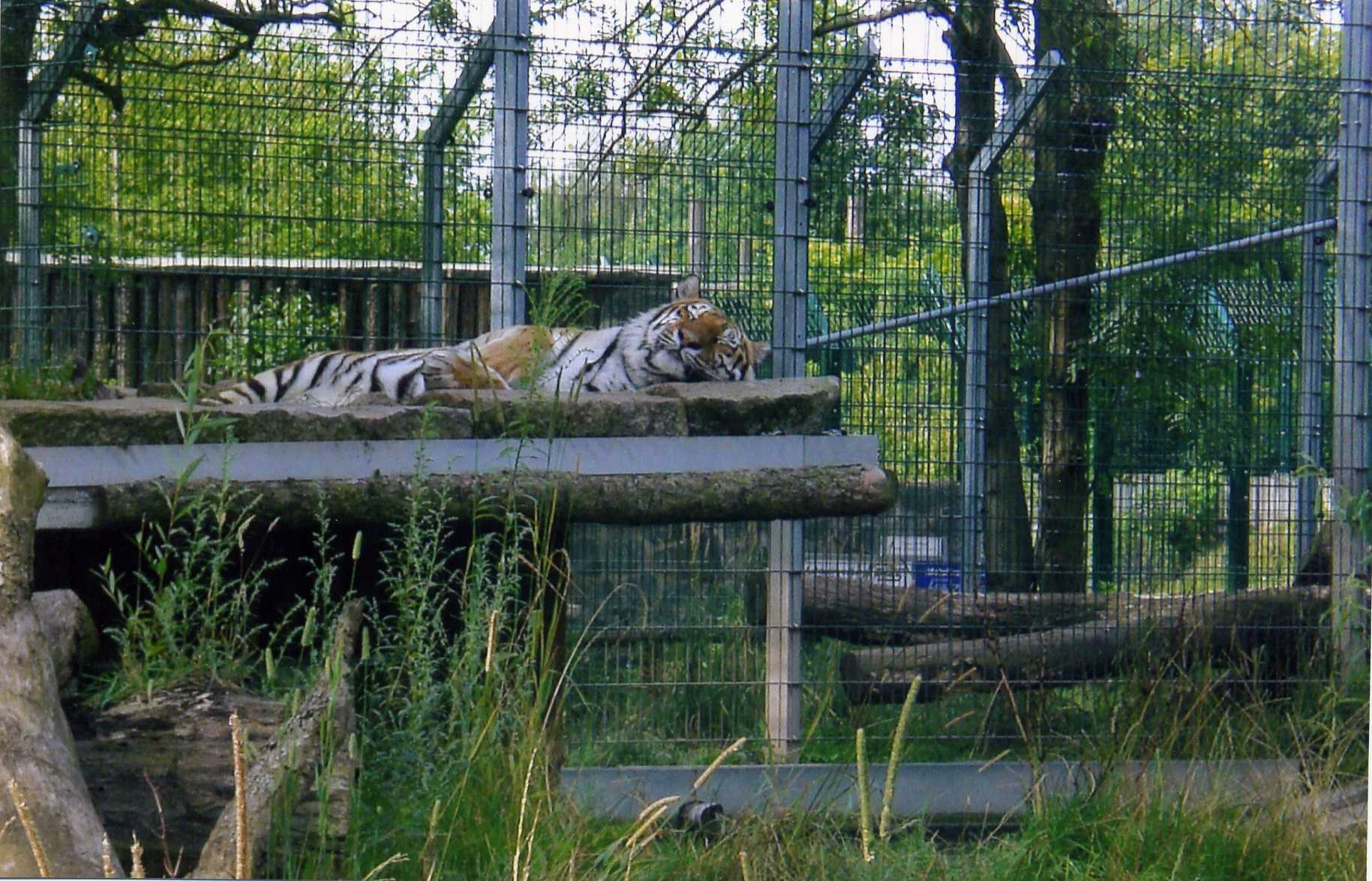
Tigergehege

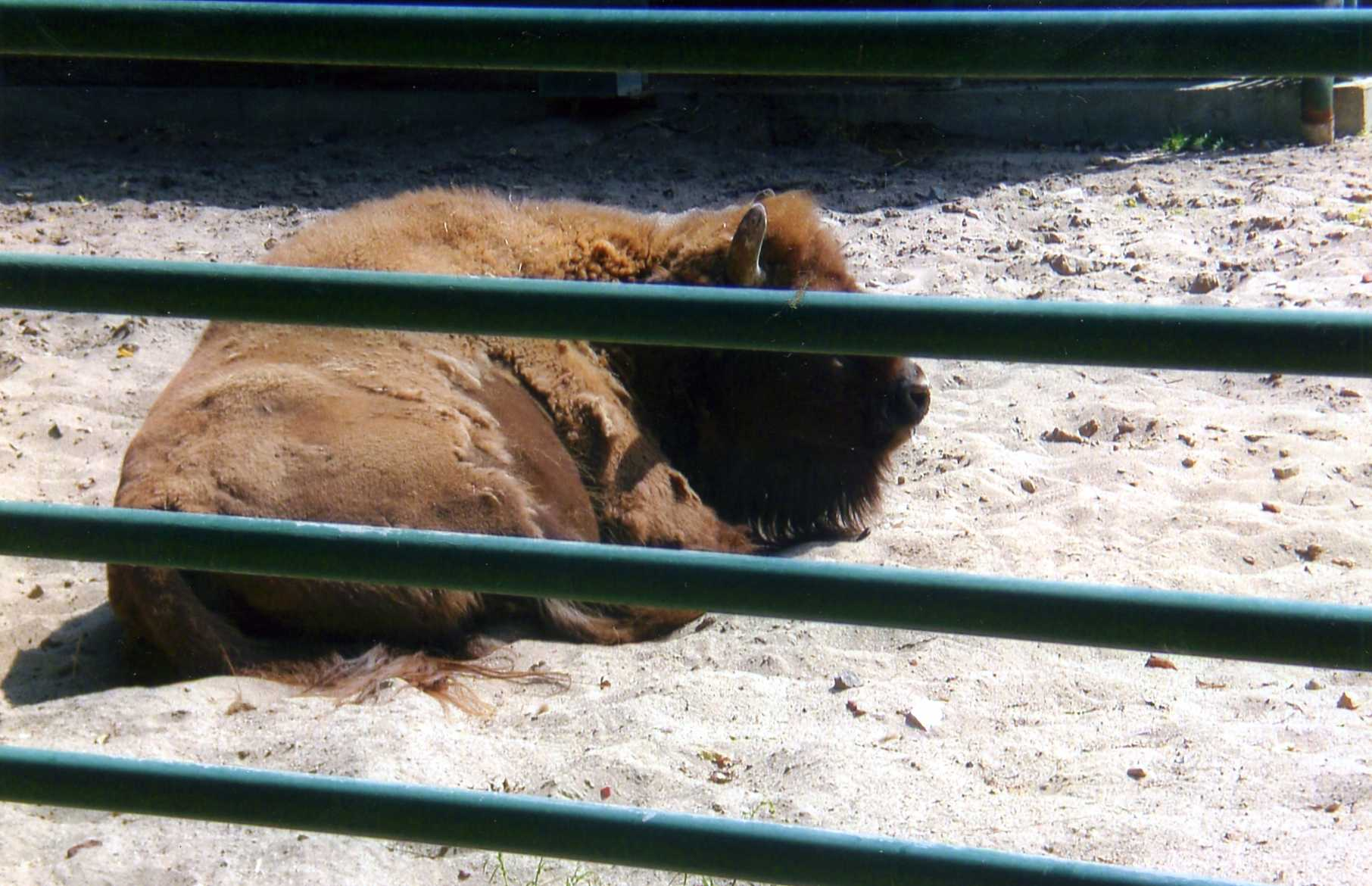
Wisent im Tiergarten

## Weitere Attraktionen
- Raubkatzen (Sibirischer Tiger, Eurasischer Luchs, Serval, Kleinfleckkatze)
- Timberwolf-Anlage
- Amerikanischer Schwarzbär
- Waschbären
- Schneeeulen
- Lewitzschecken
- Mantelpaviane, Rhesusaffen
- Polarfuchs
- Nandus, Emus
- Nasenbären
- Europäischer Nerz
- Wisentgehege
- Streichelgehege mit Zwergziegen
- Abenteuerspielplatz